# Олександрівська Дача (заповідне урочище)
Олександрівська дача — заповідне урочище місцевого значення. Об'єкт розташований на території Долинського району Кіровоградської області, Долинський держлісгосп, квартали 3, 4, 5.
Площа — 69 га, статус отриманий у 1984 році.